# Prem Bahadur Singh
Prem Bahadur Singh także Bahadur Singh – nepalski polityk.
Początkowo był jednym z liderów KPN (ZM-L). Jako jej reprezentant uzyskał mandat deputowanego w wyborach parlamentarnych z 1999 otrzymując 10813 głosów. Po wydaleniu z KPN (ZM-L) (powodem było poparcie udzielane przez Singha królowi Gyanendrze) założył Samajbadi Prajatantrik Janata Party Nepal. W 2005 wszedł do rządu utworzonego przez monarchę po przeprowadzeniu zamachu stanu. W 2008 został członkiem Zgromadzenia Konstytucyjnego.
Od 3 lipca 2009 pełni funkcję ministra prawa i sprawiedliwości.